# Instuderingsfrågor
Instuderingsfrågor är övningsfrågor som elever eller studenter får lösa med hjälp av läroböcker eller kurslitteratur inför en skriftliga eller muntliga examen. Det är inget som lärosätena är tvungna att ge, utan kan ses som en service till studenten eftersom de tar upp de viktigaste aspekterna i kurserna utifrån kursens mål.